# Герб Тирасполя
Герб Тира́споля — один из символов города Тирасполя, столицы Приднестровской Молдавской Республики. С 2018 года применяются два городских герба: первоначальный (для публичной демонстрации) и советский (в документообороте).

## История

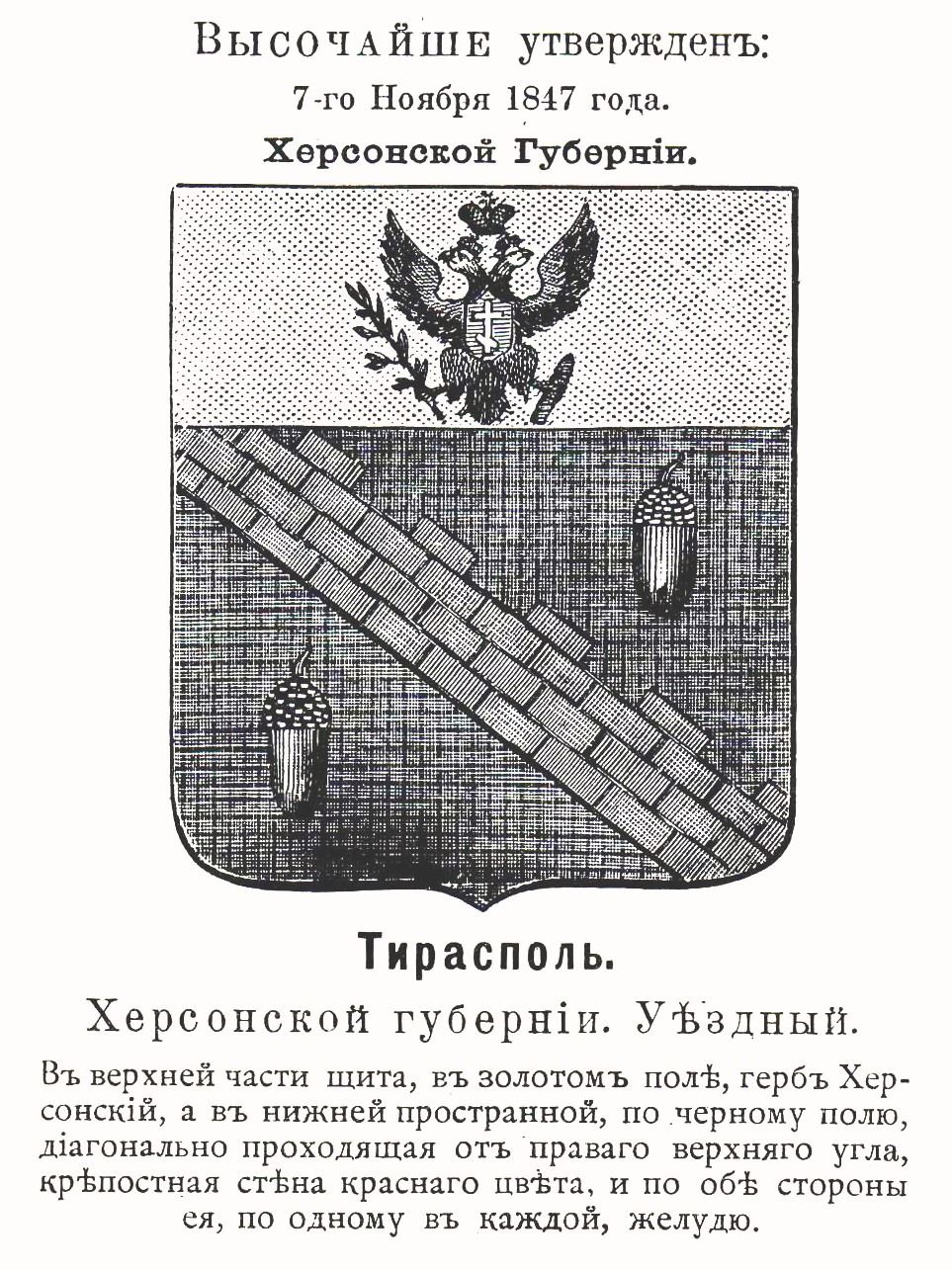
Герб Тирасполя, 1847

Проект герба Тирасполя 1868 года

### Российскийгерб 1847 года
В 1847 году Тирасполь получил свой первый герб, который был утвержден высочайшим рескриптом Николая I. Герб города состоял из верхней части щита, в золотом поле, герб Херсонский, а в нижней пространной, по чёрному полю, диагонально проходящая от правого верхнего угла, крепостная стена красного цвета, и по обе стороны её по одному, в каждой, желудю.

### Проект герба 1868 года
В 1868 году был создан проект нового герба Тирасполя: в серебряном щите червленая стенная зубчатая перевязь с серебряными швами, сопровождаемая в углах 2 зелеными желудями, в вольной части щита герб Херсонской губернии, щит увенчан серебряной башенной короной и окружен золотыми колосьями, соединенными Александровской лентой. Однако, герб так и не был утвержден.

### Советский герб 1978 года

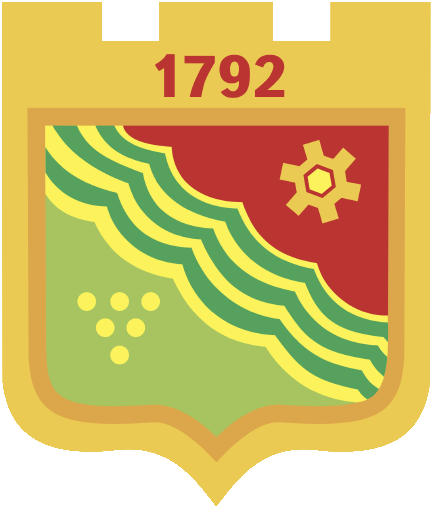
Герб Тирасполя c 1978 года по 2018 год

Герб советского периода, утвержден 29 марта 1978 года решением исполкома городского Совета народных депутатов. В верхней части на фоне крепостной стены, в золотом поле указана дата основания города «1792». В нижней части герба диагонально из левого верхнего в правый нижний угол проходят волны голубого цвета, символизирующие реку Днестр.В верхней правой части на красном фоне золотым цветом изображена шестерня, символизирующая промышленность города. В левой нижней части на зелёном фоне золотое изображение грозди винограда. Цвета герба красный и зелёный ассоциируются с цветами флага бывшей Молдавской ССР и нынешнего Приднестровья. Автор герба — Виктор Леонидович Вакарев (25.07.1948 — 09.07.2005).

### Современный герб (с 2018 г.)
28 сентября 2018 года, по предложению Президента Приднестровья Вадима Красносельского, в ходе второго пленарного заседания 12-й сессии XXV созыва Тираспольского городского Совета народных депутатов был восстановлен герб 1847 года в качестве официального герба города.

## Герб в нумизматике
Приднестровский республиканский банк два раза выпускал монеты из серии «Гербы городов Приднестровья». Оба раза на монете был изображен герб Российской империи города Тирасполь. Первый выпуск был из серебра 925 пробы и приурочен к 210-летию со дня основания города, а второй выпуск был из золота 900 пробы и посвящён 215-летию столицы ПМР.

## Примечание
1. 1 2  В Тирасполе прошла сессия городского Совета народных депутатов | Официальный сайт Государственной администрации г.Тирасполя и г.Днестровска. www.tirasadmin.org. Дата обращения: 1 октября 2018. Архивировано 30 сентября 2018 года.
2. ↑  Гербу Тирасполя – 30 лет!. 11 октября 2008. Архивировано 4 апреля 2013. Дата обращения: 13 сентября 2013.
3. ↑  Герб Тирасполя. Дата обращения: 13 сентября 2013. Архивировано 26 февраля 2013 года.
4. ↑  История города Тирасполя. Дата обращения: 13 сентября 2013. Архивировано 21 октября 2013 года.
5. ↑  Герб города Тирасполь. Дата обращения: 13 сентября 2013. Архивировано 16 августа 2013 года.
6. ↑  К ГЕРБУ ТИРАСПОЛЯ РУКУ ПРИЛОЖИЛ. Архивировано 8 марта 2014. Дата обращения: 13 сентября 2013.
7. ↑  Серия "Гербы городов Приднестровья". Дата обращения: 13 сентября 2013. Архивировано 13 марта 2016 года.